# Teplice nad Metují
Teplice nad Metují (tjekkisk udtale: [ˈtɛplɪtsɛ ˈnad mɛtujiː]; tysk: Weckelsdorf) er en by i Náchod-distriktet i regionen Hradec Králové i Tjekkiet, med omkring 1.600 indbyggere.

## Inddeling
Landsbyerne Bohdašín, Dědov, Dolní Teplice, Horní Teplice, Javor, Lachov, Libná, Skály og Zdoňov er administrative dele af Teplice nad Metují.

## Geografi
Teplice nad Metují ligger omkring 19 km nord for Náchod og 21 km sydvest for den polske by Wałbrzych. Den ligger på grænsen til Polen. Det ligger i Broumov-højlandet i Broumovsko Beskyttede Landskabsområde. Det højeste punkt er bakken Čáp med en højde på 786 moh. Floden Metuje løber gennem byen.
Teplice nad Metují er kendt for Adršpach-Teplice-klipperne, nogle sandstensformationer, der er beskyttet som et nationalt naturreservat.

## Historie
Forgængerne til Teplice nad Metují og landsbyer i kommunen var slottene Střmen og Skály, bygget til beskyttelse af en handelsrute i det 13. århundrede, og små bebyggelser omkring dem. Den første skriftlige omtale af Teplice, der ligger under Střmen, er fra 1362. Slottet Střmen blev revet ned i 1447. Fra 1614 til 1848 blev Teplice delt i Horní Teplice og Dolní Teplice ("Nedre" og "Øvre" Teplice) og havde forskellige ejere.
I 1680 blev en Machzor (en jødisk bønnebog) trykt i byen af sønnerne af Judah Bak, Jacob og Joseph, der var hebraiske bogtrykkere i Prag; det er uklart, hvorfor det blev trykt her.
Under den tyske besættelse (Anden Verdenskrig) drev besættelsesmagten en tvangsarbejdslejr i Dolní Teplice.